# Cuccìa
Cuccìa es un plato tradicional palermitano, de Sicilia, que contiene bayas de trigo hervido, que se come en el día de fiesta de Lucía de Siracusa (el 13 de diciembre).
El plato se consume en Sicilia, y entre los italianos-americanos para conmemorar el alivio a la escasez de alimentos en Sicilia; la aparición del trigo en la isla se atribuye a Lucía de Siracusa. De acuerdo a la costumbre, pan no se debe consumir el 13 de diciembre; la idea es que cuccìa sea la única fuente de trigo, y la fuente principal de alimento para el día.
Cuccìa se prepara diferente de familia a familia y en diferentes regiones. Algunos hacen el cuccìa como una sopa, otros como un pudín; y, en Kansas City, Misuri entre los sicilianos-estadounidenses, el cuccìa se prepara como un cereal caliente, pero las preparaciones tradicionales le agregan azúcar, mantequilla y leche. Los granos de ceci (garbanzos), conocidos por los americanos como los garbanzos también se asocian con cuccìa, como también las almendras y el requesón. El requesón puede ser encontrado como un ingrediente. El término cuccìa es de Sicilia, no relacionado con la ortografía similar italiana; sin embargo, cuccia debe su origen a la palabra árabe de kiskiya que hace referencia tanto a granos como barro.